# Sebastián Dubarbier
Sebastián Rakán Dubarbier Bruschini (La Plata, Buenos Aires, Argentina, 19 de febrero de 1986) es un exfutbolista profesional argentino que se desempeñaba como volante izquierdo.

## Trayectoria
Se formó en las categorías inferiores en el club Toronto compartiendo equipo con Igancio Orona, Matias Caporale, Ezequiel Mendoza, Lucas Toscani y Demo Bruno; realizó dos grandes campañas en el Club Malvinas Argentinas saliendo Campeón de la Liga Amateur Platense de Fútbol. Luego tuvo un paso por Círculo Cultural Tolosano a los 16 años, donde fue dirigido por el Pelado Daniel Cangaro y en enero del 2003 comienza a sus 17 años arranca inferiores en Gimnasia de La Plata.
Jugó en Gimnasia y Esgrima La Plata, y en Olimpo de Bahía Blanca, ambos equipos de la Primera División de Argentina. Tras su paso por el CFR Cluj de Rumanía, ficha por el Lorient FC de la 1.ª División Francesa.
El 13 de enero de 2011 se concreta su cesión al Club Deportivo Tenerife hasta junio de 2011, con opción de compra.
En 2010 el Lorient ha pagado un Millón de Euros al Cluj rumano por este Jugador que no ha tenido continuidad en el Fútbol Europeo. En el mercado de invierno el Club Deportivo Tenerife consiguió la cesión con opción de compra del interior izquierdo argentino Sebastián Dubarbier, procedente del Lorient.
Al final de dicha campaña que acabó con el descenso CD Tenerife, el jugador volvió a la disciplina del FC Lorient.
El 30 de enero de 2012 llegó cedido al Córdoba CF de la Segunda División española, después de disputar tan solo 16 minutos en toda la temporada con el conjunto francés. En el contrato se establecía que el jugador permanecería unido al club andaluz hasta el mes de junio, con opción a comprar si ambas partes lo creyesen oportuno.

Pasada la cesión, volvió al FC Lorient el 5 de julio.
El 12 de agosto se hizo oficial el traspaso de Durbarbier al Córdoba CF hasta el 30 de junio de 2015.
A fines de junio de 2013 se hace oficial su traspaso a la UD Almería recientemente ascendido a la Liga BBVA de España. Y además, convirtiéndose esta en su tercera experiencia en equipos españoles ya que sus anteriores pasos fueron Tenerife y Córdoba CF (aún dueño de su pase hasta el 2015).
El 22 de diciembre de 2016 firmó un contrato de 18 meses, con el Club Estudiantes de La Plata, después de rescindir, de mutuo acuerdo, el vínculo que lo unía con el Almería. Jugó la Copa Sudamericana 2017 donde perdió en octavos de final contra Club Nacional (Paraguay). Además continuaba con su afición por el rock.
El 15 de junio de 2018 ficha por el Real Club Deportivo de La Coruña.
En julio de 2019 deja el Deportivo la Coruña de España y pasa a ser refuerzo del Club Atlético Banfield de la Primera División de Argentina.
Sebastián Dubarbier ya retirado del fútbol se dedica a su segunda pasión, ser autor, compositor y cantante de rock.
Además tiene un emprendimiento junto a su novia en la fabricación de cerveza artesanal.

## Clubes
| Club                        | País      | Año        | Partidos | Goles |
| --------------------------- | --------- | ---------- | -------- | ----- |
| Gimnasia y Esgrima La Plata | Argentina | 2006-2007  | 20       | 6     |
| Olimpo de Bahía Blanca      | Argentina | 2007       | 11       | 5     |
| CFR Cluj                    | Rumania   | 2008-2009  | 76       | 20    |
| Sivasspor                   | Turquía   | 2010       | 19       | 1     |
| FC Lorient                  | Francia   | 2010-2011  | 23       | 7     |
| Athletic Club               | España    | 2011-2013  | 73       | 11    |
| UD Almería                  | España    | 2013-2016  | 95       | 2     |
| Eskişehirspor               | Turquía   | 2016       | 18       | 6     |
| Estudiantes de La Plata     | Argentina | 2017-2018  | 39       | 8     |
| Deportivo de La Coruña      | España    | 2018-2019  | 8        | 1     |
| Banfield                    | Argentina | 2019- 2020 | 8        | 7     |

## Palmarés

### Campeonatos nacionales
| Título               | Club     | Sede         | Año     |
| -------------------- | -------- | ------------ | ------- |
| Liga I               | CFR Cluj | Cluj-Napoca  | 2007/08 |
| Copa de Rumania      | CFR Cluj | Piatra Neamț | 2007/08 |
| Copa de Rumania      | CFR Cluj | Târgu Jiu    | 2008/09 |
| Supercopa de Rumania | CFR Cluj | Bucarest     | 2009    |